# STS-123

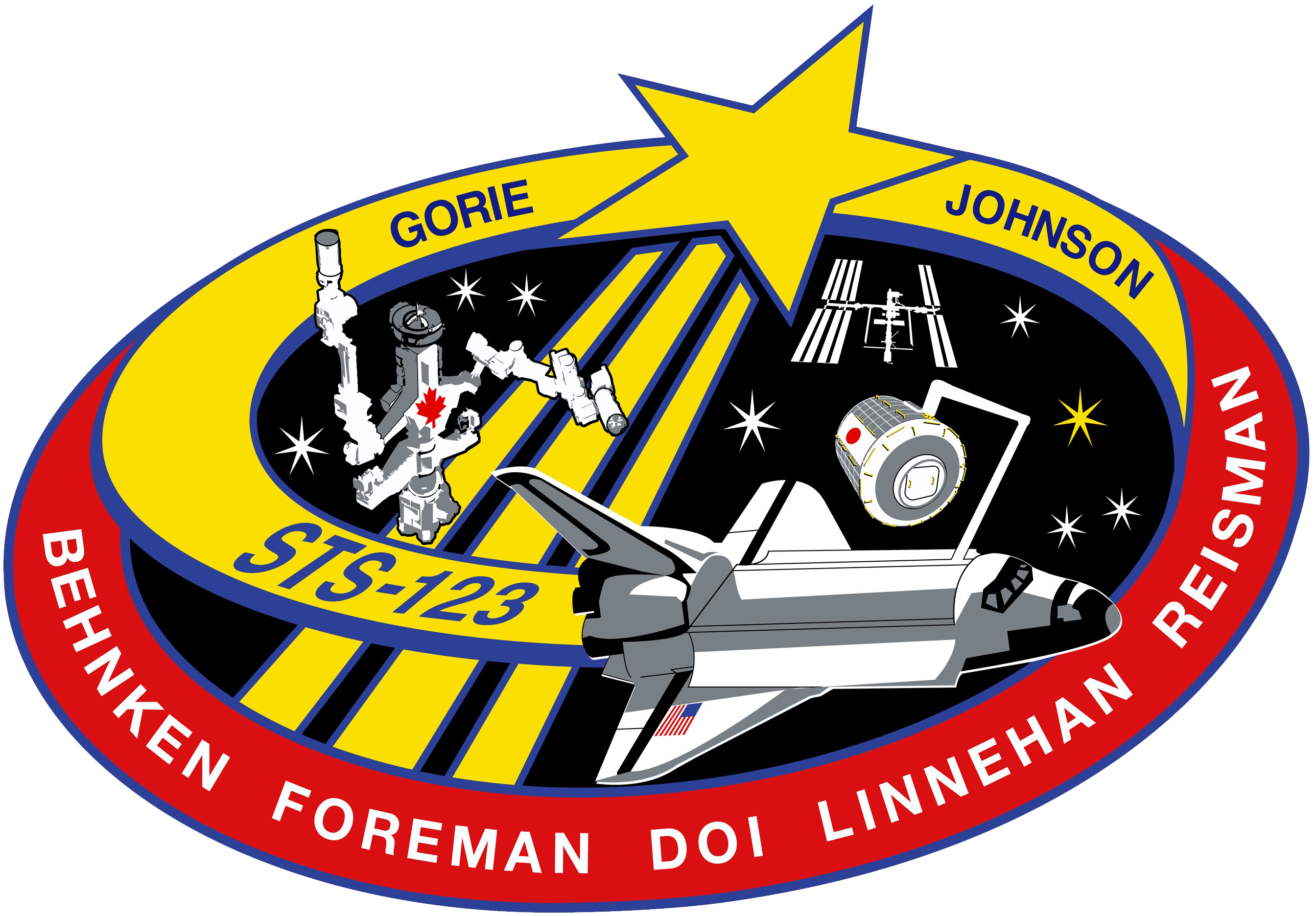

STS-123은 국제 우주 스테이션(ISS) 조립(1J/A)을 위해 2008년 3월에 우주왕복선 인데버에 의해 행해진 17일간의 유인 우주비행이다.
임무 내용은, 일본의 실험 모듈 키보의 일부인 선내 보관실을 ISS로 운반하고 설치하는 일, 캐나다에서 만든 특수 목적 로봇팔 덱스터를 ISS으로 운반하고 조립하는 일 등이었다.
당초 발사는 2008년 2월 14일에 진행될 예정이었지만, STS-122의 발사 연기에 따라 3월 11일로 미뤄졌다. ISS로 가는 비행으로서는 25번째였다. ISS와 도킹은 3월 13일 03:49(UTC)에 무사히 종료하여, 임무를 끝낸 후, 27일 00:39(UTC)에 지구로 귀환했다.
이 임무에는 우주식으로 많은 일식(日食)이 반입되었다.
STS-123이 종료된 시점에서, 2010년으로 예정되어 있는 우주왕복선 계획이 종료되기까지, 남은 비행은 앞으로 9회가 되었다.